# Indosylvirana temporalis
Espèce
Synonymes
- Hylorana temporalis Günther, 1864
- Hylarana temporalis (Günther, 1864)
- Rana temporalis (Günther, 1864)

Statut de conservation UICN

 NT  : Quasi menacé
Indosylvirana temporalis est une espèce d'amphibiens de la famille des Ranidae.

## Répartition
Cette espèce est endémique du Sri Lanka. Elle se rencontre dans les districts de Kandy, de Kegalle, de Nuwara Eliya et de Ratnapura entre 40 et 1 850 m d'altitude.

## Description
Les mâles étudiés par Biju et al. en 2014 mesurent de 48,1 à 68,1 mm et les femelles de 63,5 à 79,4 mm.

## Publication originale
- Günther, 1864 : The reptiles of British India, p. 1-452 (texte intégral).